# عزلة المحاجي (لحج)
عزلة المحاجي احدى عزل مديرية الحد في محافظة لحج وكانت في السابق تتبع مديرية سباح بابين وفي التقسيمات تتبع لحج ومركزها مدينة المحاجي ويشمل عدة حارات
| الحارات      | السكان | ذكر  | انثى |
| ------------ | ------ | ---- | ---- |
| المقاطرة     | 57     | 7647 | 7373 |
| حبيل اليافعي | 87     | 7677 | 5688 |
| ال اليزيدي   | 88757  | 9595 | 1245 |

وهو التقسيم الاداري لمدينة المحاجي 
| القرية      | المحلات التابعة لها | الرمز البريدي | العزلة  |
| ----------- | --- | ------------- | ------- |
| الترسة      | حبيل جوض الجبال وادي عيريم ذيصرا حجيري شبا اب الاصروم ضاحية كاسة الاقروض حبيل قضرا سيل الاوهاج العرضي المجروش النافعي الاشرعي الشرعوبة الشرعبي | 8494          | المحاجي |
| وادي الصريم | كلد الصريم الجبي الموسطة موسطة الجندوح الحيح شارع النور | 85859         | المحاجي |
| الايفوع     | المويسطة الملاض الملاح ردفان كرسي الحرسي الجيوب السحقة الضاقة حضروت اقروض الجبل حرموت غليان السلامة العليا السلامة السفلى بني بكر نويرة الظاهر ال عبدالله الاعشور الاحذوف شوبة الحرية العليا سوق الحرية العليا سوق الاحد حسنين الظباط المغرب ثابت السيف الوسيله بندر | 9969          |         |